# Terrahawk Paladin
Terrahawk Paladin — зенітно-артилерійський комплекс малого радіусу дії виробництва британської компанії MSI Defence Systems Ltd, що призначений для боротьби з повітряними цілями, зокрема БПЛА.Також можливе застосування проти наземних цілей та морських суден.

## Опис
Зенітний комплекс MSI-DS Terrahawk Paladin був вперше продемонстрований у вересні 2022 року. Через рік, у вересні 2023 року, вийшла оновлена версія. Комплекс складається з трьох частин: РЛС, що відповідає за виявлення цілей у будь-яких умовах, цифрової системи управління вогнем та автоматичної гармати для знищення цілей.
Радіолокаційна компонентна комплексу включає в себе розміщені на одній щоглі чотири РЛС з активними фазованими антенними решітками (АФАР). Це дозволяє комплексу вести пошук цілей на всі 360°.
Система управління вогнем комплексу супроводжує виявлені цілі в автоматичному режимі. Оптично-прицільна станція SATOS системи, яка є власною розробкою компанії MSI Defence Systems Ltd, має тепловізор та лазерний далекомір.
А  для знищення цілей задіяна 30-мм ланцюгова гармата Mk 44 Bushmaster II. За повідомленням виробників, у разі використання на гарматі боєприпасів з керованим підривом, дальність знищення повітряних цілей може бути збільшена від 600-800 метрів аж до 2 кілометрів. Крім того, комплекс MSI-DS Terrahawk Paladin дозволяє інтегрувати додаткові засоби знищення цілей, наприклад, ракети із напівактивним лазерним наведенням типу APKWS.
Конструктивно комплекс MSI-DS Terrahawk Paladin виконаний у вигляді платформи, яку можна як розміщувати стаціонарно, так і перевозити на вантажному автомобілі. Керування комплексом здійснюється з виносних пультів. Для цього достатньо двох осіб: один займається пошуком цілей, інший — їх знищенням.

## Оператори
Україна